# Amtsgericht Polle
Das Amtsgericht Polle war ein Gericht der ordentlichen Gerichtsbarkeit in Polle.
Nach der Revolution von 1848 wurde im Königreich Hannover die Rechtsprechung von der Verwaltung getrennt und die Patrimonialgerichtsbarkeit abgeschafft.
Das Amtsgericht wurde daraufhin mit der Verordnung vom 7. August 1852 die Bildung der Amtsgerichte und unteren Verwaltungsbehörden betreffend als königlich hannoversches Amtsgericht gegründet.
Es umfasste das Amt Polle und die Stadt Bodenwerder.
Das Amtsgericht war dem Obergericht Hameln untergeordnet. Mit der Annexion Hannovers durch Preußen wurde es zu einem preußischen Amtsgericht in der Provinz Hannover. Das Amtsgericht war 1852 bis 1879 auch Weserzollgericht. 
In Folge der Weltwirtschaftskrise wurden 60 Amtsgerichte als Folge von Sparverordnungen aufgehoben. Mit der Verordnung über die Aufhebung von Amtsgerichten vom 30. Juli 1932 wurde das Amtsgericht Polle zum 1. Oktober 1932 aufgehoben und sein Sprengel dem Amtsgericht Bad Pyrmont zugeordnet.